# Stazione di Terzigno
La stazione di Terzigno era la stazione FS della città di Terzigno sulla ferrovia Cancello-Torre Annunziata: la stazione è stata chiusa insieme alla linea nel 2006.

## Strutture e impianti
Il fabbricato viaggiatori della stazione si mantiene ancora in buone condizioni sia perché il piano superiore è abitazione privata, sia perché, quando la linea era aperta, la stazione era presenziata e quindi vi era la dirigenza del movimento.
All'interno si contano 3 binari passanti anche se solamente i primi due potevano essere usati per il servizio passeggeri in quanto dotati di banchina: questa però non era dotata di sottopassaggio.
La stazione dispone anche di uno scalo merci, con alcuni binari tronchi e un fabbricato che appare fatiscente e abbandonato.

## Movimento
Fino agli anni sessanta la stazione ha goduto di un ottimo traffico sia merci che passeggeri, andato man mano scemando. Negli ultimi anni vi erano solo pochi pendolari e le destinazioni erano Torre Annunziata e Cancello: in precedenza altri treni arrivavano anche a Caserta, Castellammare di Stabia e Gragnano.